# Rodzina bez Nazwiska
Rodzina bez Nazwiska (fr. Famille sans nom, 1889) – dwutomowa powieść Juliusza Verne’a z cyklu Niezwykłe podróże.
Pierwsze polskie wydanie, w przekładzie Iwony Janczy, pojawiło się jako książka i jako e-book w 2014.
Akcja książki rozgrywa się na terenie dzisiejszego Quebecu w Kanadzie w latach 1837–1838 podczas rebelii.